# SRF 1
SRF 1 es un canal de televisión público generalista suizo que opera dentro del organismo estatal SRG SSR. Dicho organismo se encuentra dividido en cuatro compañías audiovisuales atendiendo de esta forma a los cuatro idiomas oficiales de Suiza. SRF 1 es el primer canal del grupo audiovisual para el idioma alemán de suiza denominado Schweizer Radio und Fernsehen, el cual dispone de tres canales de televisión y seis emisoras de radio.

## Historia
Comenzó sus emisiones en 1953 en Zúrich con el nombre de TV DRS Schweizer Fernsehen. Al principio sus emisiones solo eran de una hora cinco días a la semana. Las emisiones regulares comenzaron el 1 de enero de 1958.
Las primeras emisiones en Romanche comenzaron en 1963, los primeros anuncios publicitarios aparecieron en 1964 y la televisión en color en 1968.
La cadena fue rebautizada como SF DRS (Schweizer Fernsehen Deutsche und Rätoromanische Schweiz) en 1984 y en 1997 se convirtió en SF 1, coincidiendo con el lanzamiento del segundo canal del grupo SF 2.
El 16 de diciembre de 2012 se volvió a cambiar su nombre a SRF 1, con motivo de la política de normalización de marcas llevada a cabo por la organización.
El 29 de febrero de 2012 comenzaron las emisiones en alta definición en 720p.

## Identidad Visual

Antiguo logotipo de SF 1 de 1997 a 2005
Logotipo de SF1 de 2005 a 2012
Logotipo de SF1 del 29 de febrero de 2012 al 16 de diciembre de 2012
Logotipo de SF1 HD del 29 de febrero de 2012 al 16 de diciembre de 2012
Logotipo actual de SRF1 desde el 16 de diciembre de 2012
Logotipo actual de SRF1 HD desde el 16 de diciembre de 2012

## Programación

### Información
- Tagesschau : informativo de las 19:30.
- Schweiz Aktuell : Informativo local de las 19:00.
- 10 vor 10 : magacín informativo a las 21:50, en Alemán estándar.
- Rundschau : magacín informativo semanal.
- Arena : programa de debates políticos.

### Magacines
- Kassensturz : atención a los consumidores.
- Puls : magacín de la salud.
- MTW : temas científicos.
- Literaturclub : magacín literario.

### Entretenimiento
- Quer
- Aeschbacher : talk show.
- Zischtigsclub
- DOK, películas documentales.
- Benissimo
- MusicStar

### Radio e Televisiun Rumantscha
La Radio e Televisiun Rumantscha (Radio y Televisión Romanche) (RTR) emite su programación dentro de la frecuencia de SRF 1 a ciertas horas del día con los siguientes programas : 
- Telesguard (Informativo diario)
- Cuntrasts
- Istorgia da buna notg